# Новий Ярослав
Новий Ярослав (пол. Nowy Jarosław) — село в Польщі, у гміні Дарлово Славенського повіту Західнопоморського воєводства.
Населення — 196 осіб (2011).
У 1975-1998 роках село належало до Кошалінського воєводства.

## Демографія
Демографічна структура станом на 31 березня 2011 року:
|          | Загалом | Допрацездатний вік | Працездатний вік | Постпрацездатний вік |
| -------- | ------- | ------------------ | ---------------- | -------------------- |
| Чоловіки | 98      | 19                 | 67               | 12                   |
| Жінки    | 98      | 27                 | 58               | 13                   |
| Разом    | 196     | 46                 | 125              | 25                   |